# Felisberto Inácio de Oliveira
Felisberto Inácio de Oliveira, primeiro e único barão de Cruanji ComC (Pernambuco, ? – Bahia, 12 de outubro de 1870) foi um negociante e nobre brasileiro.

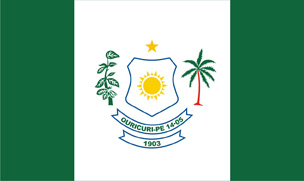
Bandeira da Cidade de Ouricuri Pernambuco

Filho do luso-brasileiro Manuel Inácio de Oliveira, barão de Ouricuri, e de Mariana Bernarda d'Almada. Casou-se com Maria Joana Lopes de Araújo, que, após viúva, casou-se com o barão de Pinto Lima.
Recebeu o grau de comendador da Ordem de Cristo. Elevado a barão por decreto de 22 de junho de 1867.